# Capnolocha
Capnolocha é um gênero de traça pertencente à família Agonoxenidae.